# 克里夫兰百年纪念半美元
克里夫兰百年纪念半美元（英語：Cleveland Centennial half dollar）又名克里夫兰百年纪念五大湖博览会半美元（Cleveland Centennial Great Lakes Exposition half dollar），是费城铸币局1936和1937年生产的一种50美分面额银质纪念币，币上所刻年份均为1936，旨在纪念俄亥俄州克里夫兰注册成市100周年，同时也纪念1936年在克里夫兰举办的五大湖博览会。
20世纪30年代中期，纪念币升值迅速，辛辛那提商人兼钱币收藏家托马斯·梅里什希望能促使国会授权发行多种新纪念币，由他独家发行。克里夫兰百年纪念半美元和辛辛那提音乐中心半美元便是由此诞生，两者都为他赚得大笔收益。克里夫兰百年纪念半美元由布伦达·普特南设计，方案还得到雕塑家李·劳列的修改建议，然后获美国美术委员会批准。
除了在博览会现场和俄亥俄州各地银行发售外，梅里什还通过邮购发售半美元，办事处设在辛辛那提。纪念币销售情况良好，国会授权发行的五万枚全部出产。为遏制过高利润，国会在法案中留有保障措施，虽有部分硬币是在1937年铸造，但其上所刻年份没有变化，所以收藏人士只需购买一枚就能集齐这种纪念币，经销商此后多年一直留有上万枚库存。

## 背景
美国独立战争结束后，多个州对“康涅狄格西储地”（今俄亥俄州东部）的归属产生争执，各州都称这片地区属其领土组成部分。虽然当地政治权利划归联邦政府所有，但康涅狄格州依然保有土地所有权，战争期间该州部分居民的家园毁于战火，之后就来到这里定居，余下的土地则于1795年卖给康涅狄格土地公司。摩西·克里夫兰（Moses Cleaveland）是该公司的其中一名董事，同时还是测量师兼律师。1796年，他在伊利湖畔划出地盘，并用自己的姓氏为新生小镇命名。1830年，《克里夫兰广告人报》（Cleaveland Advertiser）设立，主编发现报纸的英语名称太长，影响印刷效果，只需减少一个字母就能解决问题，于是决定把中的第一个字母去掉。这次变更获得公众接受，克里夫兰（Cleveland）镇于1836年注册成市。

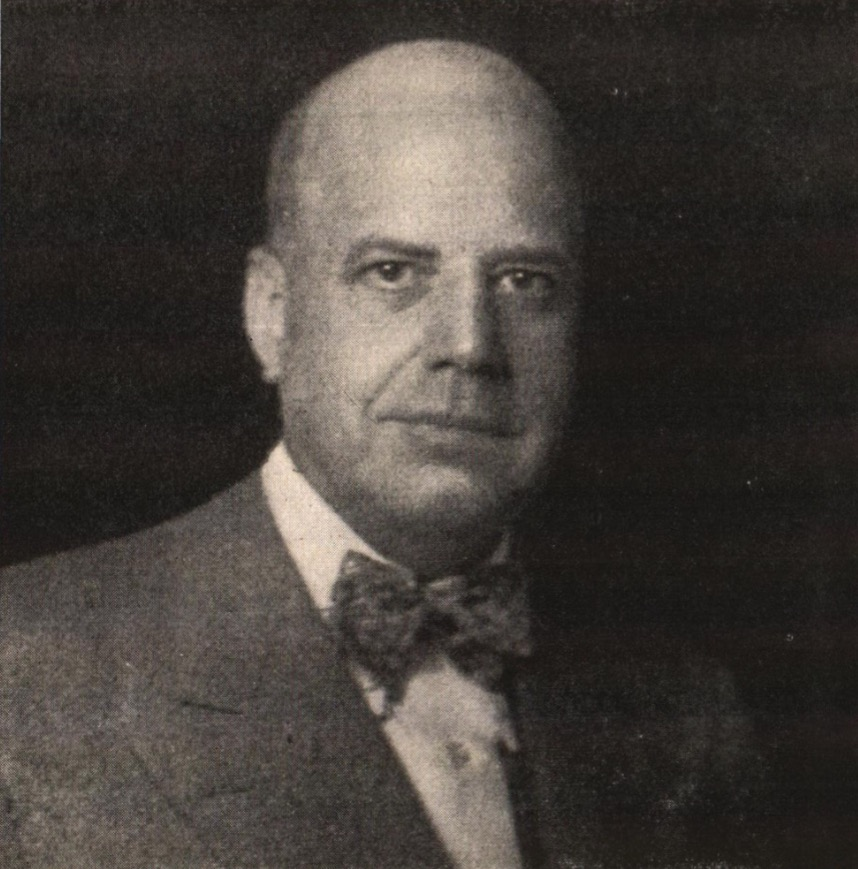
托马斯·梅里什

托马斯·梅里什（Thomas G. Melish）是辛辛那提颇有名气的企业家，是布隆维尔制线公司（Bromwell Wire Company）的继承人。他还是硬币收藏家，想要发行自己全权主控的纪念币。当时纪念币不是由政府销售，而是由联邦国会在授权法案中指定某个组织拥有以面值买下硬币，再加价向公众销售的独家权利。1936年的辛辛那提音乐中心半美元就是在梅里什的主导下发行，硬币纪念的“50周年”根本不存在。硬币发行价甚高，按原价卖出的很少，梅里什把大部分硬币都自己留下来，等价格因稀缺高涨后再卖出。据昆汀·戴维·鲍尔斯（Q. David Bowers）记载，美国纪念币市场到1936年时已经“红火得像火山一样”，与此同时，“国会还授权（梅里什）自行发行纪念币，而且想向公众收多少钱就收多少钱！”梅里什与部分国会议员交情甚好，他还于1936年初尝试推动国会授权发行多种同样由他主导的纪念币，这其中只有克里夫兰百年纪念半美元成为现实。

## 立法
1936年3月23日，俄亥俄州联邦参议员罗伯特·布克利（Robert J. Bulkley）递交法案，建议发行克里夫兰百年纪念半美元，法案随即转交银行和货币委员会审核。法案建议发行纪念币，纪念克里夫兰注册成市100周年和1936年在该市举办的五大湖博览会。初版法案授权发行五万枚半美元，可以在当时美国铸币局下属三间铸币分局的任何一至三家生产，顾客可以随时直接向铸币局购买。3月26日，委员会主席、科罗拉多州参议员阿尔瓦·亚当斯（Alva B. Adams）把大幅修改过的法案送交联邦众议院审核。
亚当斯曾于1936年3月11日就其他纪念币事宜召开听证会，并从多人口中得知发行方为吸引收藏家购买硬币采取的手段，以及随后引发的争议。例如阿肯色百年纪念半美元就有多种设计方案获得授权，而且全部三家铸币分局都有生产。由于法律规定硬币上须加刻出产年份，部分铸币分局出产的硬币上又有铸币标记，因此生产年份和铸币分局越多，硬币的品种也就越多，热衷此道的人为确保套装完整就不得不购买更多硬币。委员会还得知，早在1926年授权发行的俄勒冈小道纪念半美元直到1936年还在生产，另有多种纪念币为了赚取高额利益而有意降低产量。建议发行克里夫兰半美元的法案呈交银行和货币委员会后，亚当斯将之全盘否决，除立法旨宗未变外，所有内容均以新版替代。根据原有法案，纪念币发行上限为五万枚，梅里什主控的克里夫兰百年纪念币委员会可以自由决定在哪些铸币分局生产，生产年限、产量都不受限制。亚当斯递交的新版保留五万枚数量限制，但规定发行量至少要有2.5万，并且所有硬币只能采用一种设计图案，也只能在铸币局局长选定的一家铸币分局生产。法案还规定，所有纪念币无论是在哪年生产，所刻年份都只能是1936，纪念币委员会每次购买的数量至少要有五千枚。亚当斯还在另一份报告中指出：“本委员会不但建议从这项法案清除（布克利初版法案）包含的某些规定，还建议往后所有涉及纪念币发行的法案都不得加入（同类规定）”。”
修改后的法案未经表决就在联邦参议院通过，再于4月1日送至联邦众议院，然后转交铸币和度量衡委员会审核。4月16日，铸币和度量衡委员会把修改过的法案回报众议院，其中规定克里夫兰百年纪念币委员会每次至少要购买2.5万枚硬币，这样只要购买一次就会达到发行量，不存在纪念币委员会买下五千枚后不再购买的可能。1936年4月23日，密苏里州联邦众议员约翰·约瑟夫·科克兰（John Joseph Cochran）将法案作为紧急措施递交众议院全员审议。科克兰要求众议院以一致同意方式通过修改后的法案，宾夕法尼亚州众议员罗伯特·里奇（Robert F. Rich）在现场发问，如果无法把十余项铸币法案合并成一项，那么到底会有多少同类法案需要审议。科克兰回答，他已从俄亥俄州众议员罗伯特·克罗塞（Robert Crosser）口中得知，“如果我们不能马上取得授权，那么就没有意义再发行这种硬币。”次日，布克利在参议院提出动议，建议同意众议院的修订，参议院通过动议，法案于1936年5月5日经总统富兰克林·德拉诺·罗斯福签字生效。

## 准备
当时颇有名气的雕塑家布伦达·普特南（Brenda Putnam）获聘设计纪念币。5月1日，铸币局局长内莉·泰洛·罗斯在罗斯福尚未签署法案时就把普特南递交的草案转送美国美术委员会审核。根据前总统沃伦·盖玛利尔·哈定的1921号行政命令，美术委员会可以对包括硬币在内的公共艺术品设计方案提出咨询意见。5月2日，美术委员会主席查尔斯·摩尔（Charles Moore）向罗斯回报，初步批准普特南的方案，并称委员会中的某位委员将同设计师合作，一起准备必要的石膏模型。这位委员名叫李·劳列（Lee Lawrie，也是雕塑家，正是他向普特南建议用星星代表五大湖区域的城市，取代原本在背面用建筑物草图代表芝加哥、底特律、克里夫兰、水牛城和多伦多的方案。劳列给摩尔去信汇报工作进展，其中提到硬币背面用五角星代表城市，摩尔得知上面代表克里夫兰的星星比其他城市要大后取笑道：
我曾在葬礼上听到经文，说“每颗星星的光芒都不一样”。所以我估计普特兰小姐为克里夫兰设计的大星星应该是指城市的光芒，而非面积。当然，身为底特律选民，我对此并不介意，估计芝加哥人也不会看到这种硬币。我确信这一切不过是硬币收藏爱好者的鬼把戏，而且现在举国上下都深陷其中。

普特南的模具于1936年6月2日获美术委员会批准，再经纽约奖章用品公司（Medallic Art Company）转制成半美元尺寸大小的出币毂，以便制作铸币金属模具。

## 设计

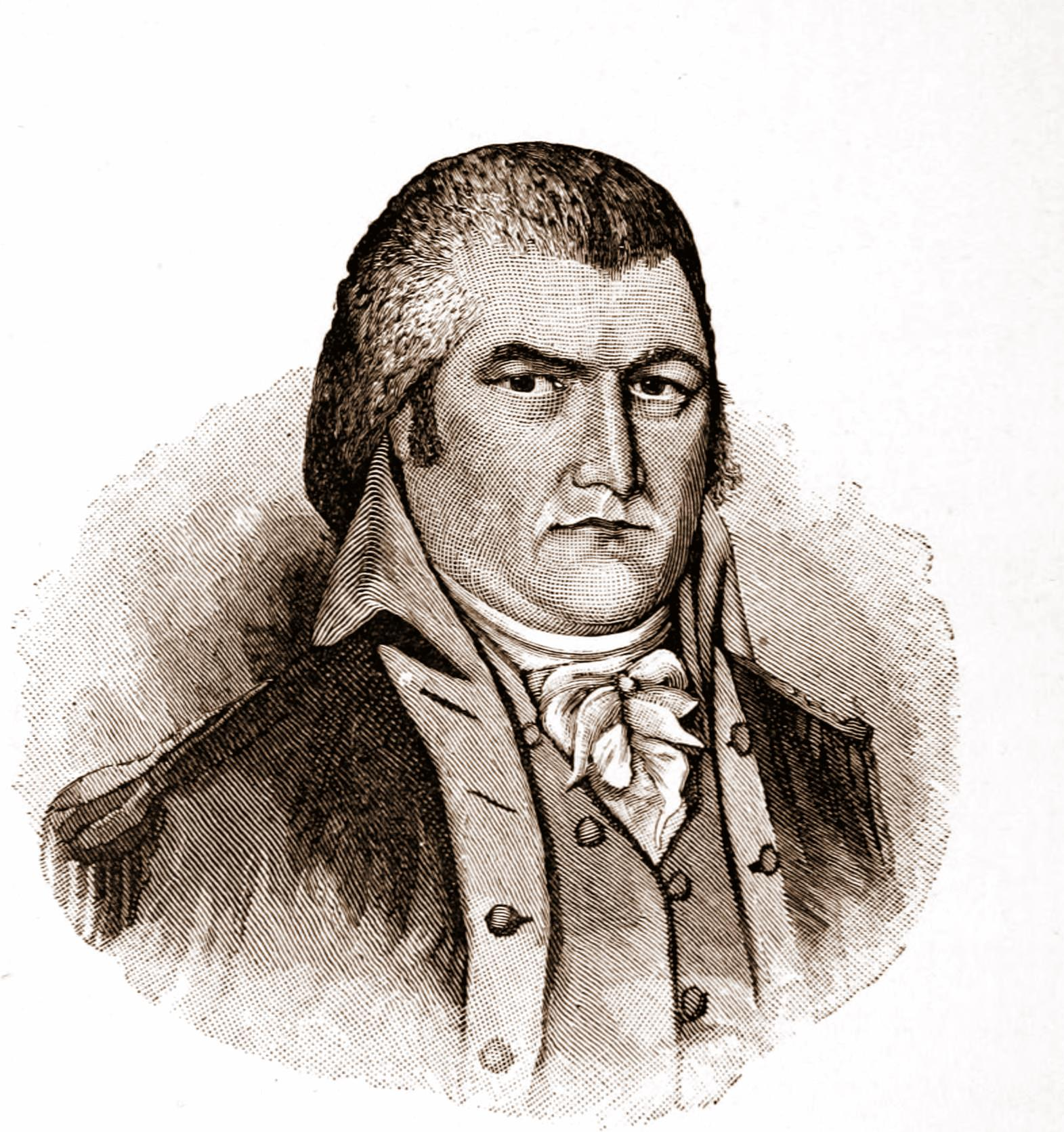
摩西·克里夫兰的画像，作者未知

普特南根据已知存世的唯一一幅摩西·克里夫兰画像设计硬币正面，这幅画的作者现已无从考证。头像周围有两圈铭文，分别是（“美利坚合众国*半美元”）和（“摩西·克里夫兰*自由”）。头像右下角有设计师姓名首字母缩写。硬币背面是五大湖区域地图，还有九颗五角星代表相应位置的城市：克里夫兰、水牛城、芝加哥、底特律、杜鲁斯、密尔沃基、罗彻斯特、托莱多和多伦多。代表克里夫兰的星星最大，上面还插有一条指南针。安东尼·斯沃泰克（Anthony Swiatek）和沃尔特·布林（Walter Breen）在合著的纪念币主题著作中表示，虽然没有找到相关文献证实，但他们都认为这枚指南针意指克里夫兰是方圆约1400公里范围内的工业中心。如果两人的推测属实，那么图案包含的区域就远不止五大湖地区，纽约、波士顿、圣路易斯和首都哥伦比亚特区都要囊括在内。法律规定硬币上必须刻有的铭文（“我们相信上帝”）和（“合众为一”）都位于背面的上方和右上角，最外围还有（“1836至1936年，五大湖博览会，克里夫兰百年纪念”）字样。
钱币学家大卫·布罗瓦（David M. Bullowa）在有关纪念币的早期著作中称赞半美元设计图案令人愉悦，正面和背面都非常清晰，图案引人入胜而又不致太过拥挤。艺术史学家科尼利厄斯·弗缪尔（Cornelius Vermeule）有有关美国硬币和奖章的著作中称，20世纪20至30年代多种硬币设计的大部分缺点都能在克里夫兰百年纪念半美元上找到。他批评硬币正背两面的文字太多，设计图案平平无奇，硬币上所刻的人物肖像风格早已司空见惯，五大湖被巨大的指南针一分为二，实在令人费解。不过，弗缪尔认为普特南已经竭尽所能把法律规定的文字缩小，如果可以少放一些铭文，她的设计可能会更出彩。

## 生产、发售和收藏

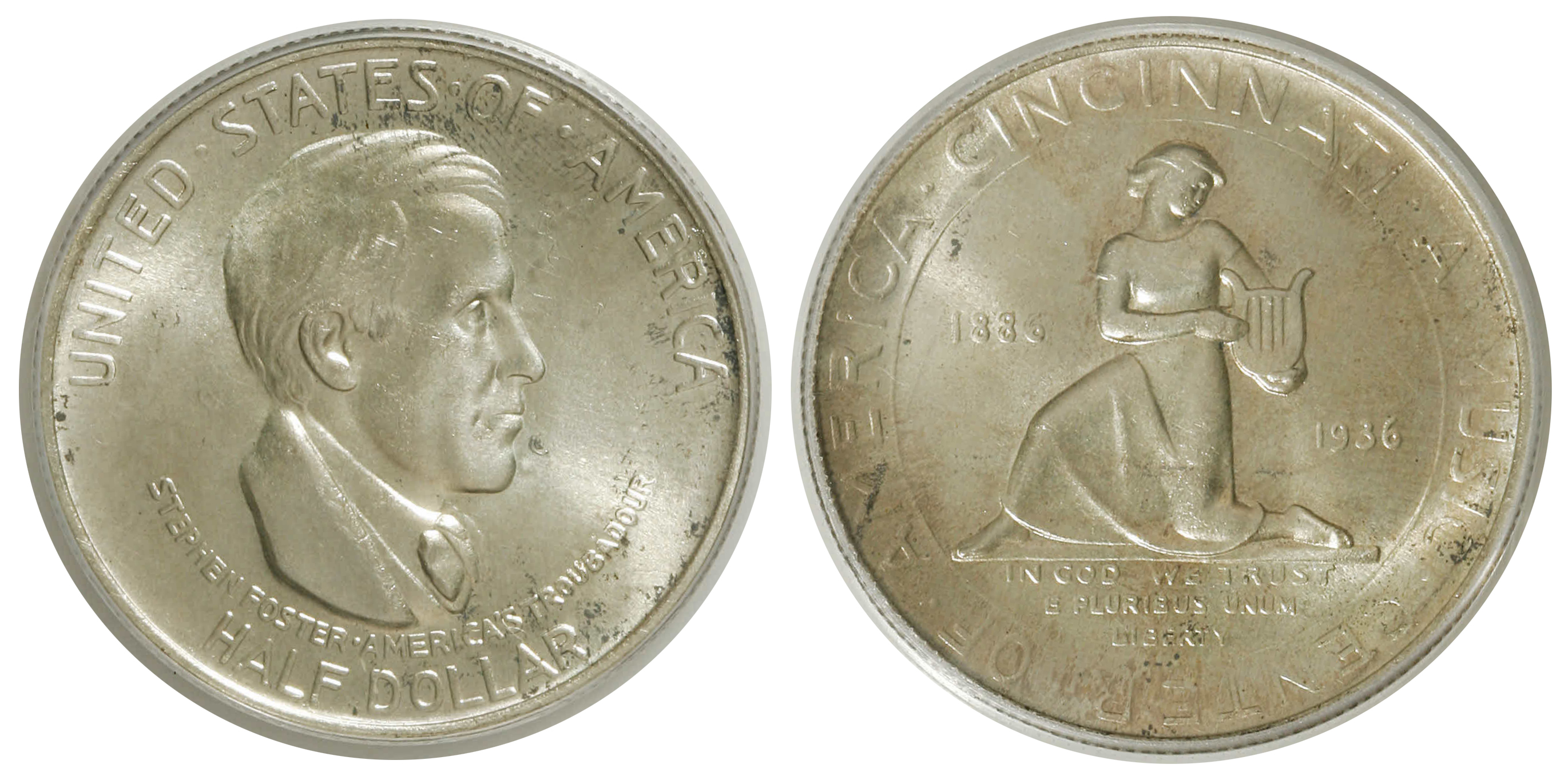
辛辛那提音乐中心半美元也是在梅里什的主导下发行

梅里什以克里夫兰百年纪念币委员会司库的身份于1936年7月订购2.5万枚纪念币。所有硬币都是在费城铸币局生产，于7月20日发出。费城分局还另行生产有15枚半美元，留待1937年化验委员会的年度检验。梅里什要求费城分局把生产的前201枚纪念币放进单独编号的信封，之后又装入特制的卡纸，其中第一枚单独一套，之后每两枚一套，卡纸上还印有梅里什的公证声明。
1936年6月27日，克里夫兰百年纪念和五大湖博览会开幕，再于10月4日闭幕，约有400万人次前来参观。展址位于伊利湖畔，占地面积61公顷，现场有艺术展和工业展，同时还有常见的娱乐活动。半美元在展会现场和俄亥俄州各地银行发售，还可以向梅里什位于辛辛那提的办事处邮购。《钱币剪贴簿》（Numismatic Scrapbook）主编李·休伊特（Lee Hewitt）对此表示：“梅里什先生在辛辛那提生活，但却是这种克里夫兰纪念币的发行商，真令人不可思议。”梅里什严格控制辛辛那提音乐中心半美元的市场投放量，导致硬币价格飞涨并且很快脱销，但对于克里夫兰百年纪念半美元，他“必须采用截然不同的销售策略，硬币必须以1.5美元单价向博览会游客和公众销售，不再独属于他那些贪婪投机商组成的小圈子。”
梅里什给收藏爱好者去信，声称委员会已收到投机商报价，要求买断所有半美元，敦促众人尽快下单定购。到了7月末，梅里什称已有2.4万枚售出，剩下的一千很快就会脱销。由于销售业绩良好，他在1937年2月向铸币局订购剩下的2.5万枚纪念币。费城分局再度多生产15枚，留待1938年化验委员会检验。1937年生产的半美元和1936年版完全相同，所刻年份都是“1936”。克里夫兰百年纪念半美元的实际产量达到授权量，钱币销售商囤积的数量有数千枚之多。1942年，梅里什向钱币经销商亚伯·科索夫（Abe Kosoff）推销1.6万枚克里夫兰半美元，只要求单价不低于面值即可，但科索夫没有接受。梅里什去世后，他的钱币收藏就是由科索夫经手拍卖。
1941年，克里夫兰西部储备硬币俱乐部为庆祝成立20周年而以特殊设计仿制出100枚克里夫兰百年纪念半美元。此举遭特勤局打击，大部分硬币都被销毁。该俱乐部之后还在成立50和75周年之际有类似举动，但政府没有再度干预。1936年面世的美国纪念币很多，现今以克里夫兰半美元最为常见。根据理查德·约曼（Richard S. Yeoman）2015年版的《美国钱币指南手册》（A Guide Book of United States Coins），这种硬币视成色而定，价值在215到300美元范围。2014年，一枚成色几乎完美的样币经拍卖以4700美元成交。

## 脚注
1. ↑  Slabaugh，第111–112頁.
2. ↑  Flynn，第73–74頁.
3. ↑  Horning，第30頁.
4. ↑  Bowers，第329頁.
5. ↑  Slabaugh，第3–5頁.
6. ↑  Bowers，第329–330頁.
7. ↑  Flynn，第71頁.
8. ↑  Bowers，第26頁.
9. ↑  Bowers，第18頁.
10. 1 2 3  Bowers，第338頁.
11. 1 2  USS.S4335.
12. ↑  Senate hearings，第11–12頁.
13. ↑  Senate hearings，第20–21頁.
14. ↑  USS.1805.
15. ↑  1936年3月27日国会记录.
16. ↑  House.S4335.
17. ↑  1936年4月23日国会记录.
18. ↑  1936年4月24日国会记录.
19. 1 2 3  Swiatek，第315頁.
20. ↑  Taxay，第v–vi, 190頁.
21. ↑  Taxay，第190–193頁.
22. ↑  Taxay，第193頁.
23. 1 2  Flynn，第73頁.
24. 1 2  Swiatek & Breen，第48頁.
25. ↑  Swiatek & Breen，第47頁.
26. ↑  Swiatek，第110頁.
27. 1 2  Vermeule，第193頁.
28. ↑  Vermeule，第194頁.
29. 1 2  Bowers，第339頁.
30. ↑  Swiatek，第316頁.
31. ↑  Bowers，第337頁.
32. ↑  Bowers，第338–339頁.
33. ↑  Bowers，第339–341頁.
34. ↑  auction.
35. ↑  Swiatek，第316–317頁.
36. ↑  Yeoman，第1150頁.